# 鍋島直要
鍋島直要（日语：／ Nabeshima Naomoto，1935年12月14日—2008年6月27日）是肥前國佐賀藩鍋島家的第14代家主。

## 生平
鍋島直要是侯爵兼高爾夫球選手鍋島直泰的長子。
他曾就讀於慶應義塾大學，後來中途退學，並畢業於美國伊利諾州的蒙茅斯學院。自1964年起擔任鍋島陶器的代表董事，並於1967年起擔任帝國企業的代表董事。
繼承父親作為高爾夫球選手的傳統，他也深度參與高爾夫運動，曾任公益財團法人日本高爾夫協會的常任理事，對包括倉本昌弘在內的業餘時期選手以及引領業餘高爾夫界的阪田哲男等人產生了深遠影響。

## 系譜
- 曾祖父：鍋島直大
- 曾祖父：久邇宮朝彥親王
- 祖父：朝香宮鳩彥王
- 父：鍋島直泰
- 母：鍋島紀久子
- 再從兄：明仁
- 長男：鍋島直晶